# Thermes de Kronion
Les Thermes de Kronion ou Thermes nord sont des thermes situés sur le site archéologique d'Olympie en Grèce.

## Historique
Les thermes ont été construits à l'époque hellénistique au IIe siècle av. J.-C., à l'ouest du site au pied du mont Kronion. Les Romains y ont ajouté de grandes mosaïques représentant Poséidon, des Néréides et des animaux marins. Les mosaïques occupent une surface d'environ 650 m2 et sont enfouies durant la basse saison touristique à des fins de conservation.
Les bâtiments ont été détruits par un tremblement de terre au IIIe siècle, la dernière réparation date du Ve siècle. A cette période, ils ont été utilisés pour des activités agricoles.